# Osjaków
Osjaków è un comune rurale polacco del distretto di Wieluń, nel voivodato di Łódź.
Ricopre una superficie di 100,74 km² e nel 2004 contava 4 743 abitanti.